# Charles Vane-Tempest-Stewart (6e marquis de Londonderry)
Pour les articles homonymes, voir Vane-Tempest-Stewart, Vane-Tempest, Vane (homonymie), Tempest et Stewart.
Charles Stewart Vane-Tempest-Stewart, 6e marquis de Londonderry, (16 juillet 1852 - 8 février 1915), titré vicomte Castlereagh entre 1872 et 1884, est un homme politique conservateur britannique, propriétaire terrien et bienfaiteur, qui occupe divers postes dans les gouvernements conservateurs de la fin du XIXe siècle et du début du XXe siècle. Après avoir succédé à son père au marquisat en 1884, il est Lord lieutenant d'Irlande entre 1886 et 1889. Il est ensuite maître de poste entre 1900 et 1902 et président du Board of Education entre 1902 et 1905. Partisan des unionistes protestants de l'Ulster, il est un opposant au Irish Home Rule et l'un des instigateurs de l'alliance formelle entre le Parti conservateur et les Libéralistes unionistes en 1893.

## Jeunesse et éducation
Né Charles Vane-Tempest à Londres, il est le fils aîné de George Vane-Tempest (5e marquis de Londonderry), et de Mary Cornelia, fille unique de John Edwards, 1er baronnet, qui vivait principalement à Plas Machynlleth. Il est le petit-fils du troisième marquis et le petit-neveu du deuxième marquis, mieux connu sous le nom de l'homme d'État Lord Castlereagh.
Pour marquer son 21e anniversaire, les habitants de Machynlleth érigent une tour d'horloge au centre de la ville.
George Spencer-Churchill (8e duc de Marlborough) et son frère Randolph Churchill sont ses cousins.
Il fait ses études au Collège d'Eton,, l'Université nationale d'Irlande  et à Christ Church, Oxford. Il est connu sous le titre de courtoisie de vicomte Castlereagh lorsque son père devient marquis de Londonderry en 1872. En 1885, il prend le nom de famille original et additionnel de Stewart par licence royale  .

## Carrière politique

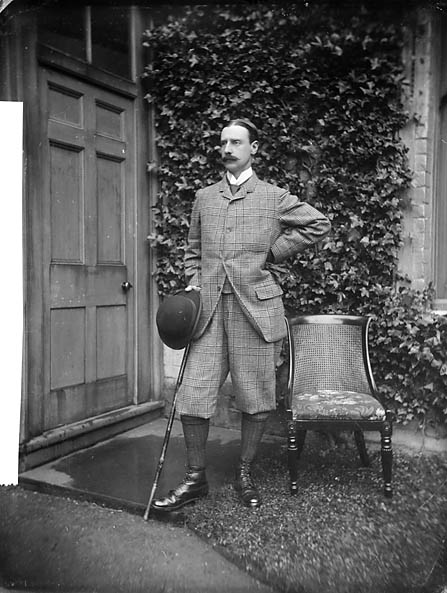
Photographie de portrait par John Thomas, c. 1885

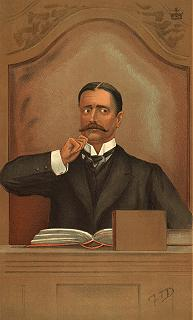
Caricature de FTD pour Vanity Fair, 1896

Il est élu au Parlement en tant que l'un des deux députés de Down en 1878, siège qu'il occupe jusqu'en 1884, date à laquelle il succède à son père au marquisat et est entré à la Chambre des lords. Après l'arrivée au pouvoir des conservateurs en 1886 sous Lord Salisbury, Lord Londonderry est admis au Conseil privé et nommé Lord lieutenant d'Irlande. Ce fut une période de difficultés en Irlande. Le premier Bill Home Rule de Gladstone venait d'être rejeté par le Parlement et les sentiments nationaux étaient très vifs en Irlande. Selon le Dictionary of National Biography, Londonderry "... a rempli la vice-royauté de tact et de courage, de sorte que lorsqu'il quitte Dublin en 1889, le mécontentement a diminué et une certaine prospérité a été rétablie" . Il est nommé chevalier de la jarretière en 1888 et admis au Conseil privé irlandais en 1892. Il s'est opposé au deuxième projet de loi le gouvernement irlandais de Gladstone en 1893 et préside la réunion qui conduit à l'alliance politique formelle entre les conservateurs et les unionistes libéraux.
De 1895 à 1897, il est président du London School Board. Il est revenu au gouvernement en avril 1900, lorsque Salisbury le nomme maître des postes et il devient membre du cabinet en novembre de la même année. Après qu'Arthur Balfour est devenu premier ministre en août 1902, il est devenu président du Board of Education. Dans ce rôle, il supervise l'Education Act 1902. Entre 1903 et 1905, il est également lord président du Conseil. Les unionistes quittent le pouvoir en décembre 1905, et Londonderry s'est ensuite concentré principalement sur les affaires irlandaises. Il est l'un des "sabordeurs" (comme Leo Maxse les appelait) qui n'a pas voté contre la loi de 1911 sur le Parlement. En tant que président du Conseil unioniste d'Ulster, il s'est opposé au troisième projet de loi sur le régime intérieur proposé par le gouvernement libéral en 1912 et est le deuxième signataire du Pacte d'Ulster après Edward Carson .
Lord Londonderry est Lord-lieutenant de Belfast de 1900 à 1904 et Lord Lieutenant de Down de 1902 à 1915, lieutenant-adjoint de Montgomeryshire et du comté de Durham et juge de paix du comté de Durham.
Le 24 juin 1869, juste avant son 17e anniversaire, il est nommé commandant du 2e (Seaham) Durham Artillery Volunteer Corps, une unité à temps partiel commandée par son père et recrutée principalement dans les domaines de la famille à Seaham Colliery. Le même jour, son jeune frère de 15 ans est nommé sous- lieutenant ; leur oncle a également servi dans l'unité ,,. Il succède à son père au commandement en 1876 et est toujours aux commandes de l'unité lorsqu'elle a été transférée à la Force territoriale en 1908 en tant que 3e brigade de Northumbrie (comté de Durham), Royal Field Artillery, dont il devient colonel honoraire le 7 décembre 1910. Il est également nommé colonel honoraire du 3e bataillon (milice) des Royal Irish Rifles le 26 mars 1902.
En tant que grand propriétaire de mines de charbon dans le comté de Durham, il y a joué un rôle majeur. En 1910, il est maire de Durham  et il reçoit un diplôme honorifique (DCL, 1901) de l'Université de Durham en reconnaissance de ses services publics.
Il est un grand bienfaiteur, patron de l'agriculture et propriétaire de chevaux de course. Le roi Édouard VII a été invité chez lui à, Wynyard Park, à cinq reprises . En 1903, il est nommé chevalier grand-croix de l'Ordre royal de Victoria (GCVO) .

## Famille

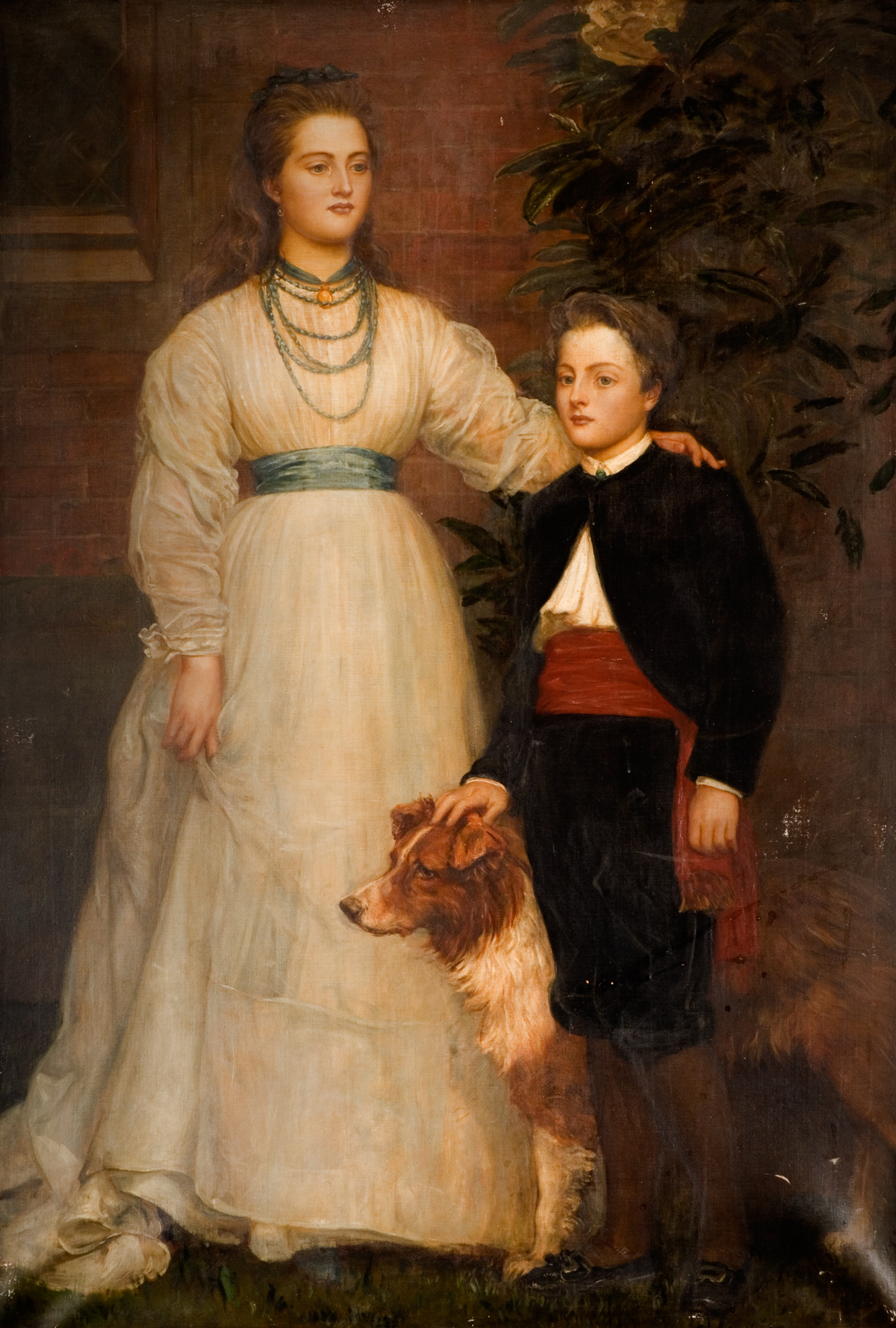
Portrait de Lady Theresa Talbot avec son frère Charles

Il épouse Lady Theresa Susey Helen Talbot, fille de Charles Chetwynd-Talbot (19e comte de Shrewsbury), à la chapelle privée d'Alton Hall en 1875. Comme son mari, c'est une militante unioniste de premier plan et la présidente du Conseil des femmes unionistes d'Ulster.
Ils ont deux fils et une fille. Le second fils, Lord Charles Stewart Reginald Vane-Tempest-Stewart, meurt en octobre 1899, à l'âge de 19 ans. Leur fille, Lady Helen, épouse Giles Fox-Strangways (6e comte d'Ilchester) .
Lady Londonderry a une liaison avec Harry Cust. Une autre des maîtresses de Cust, Gwladys, comtesse de Grey, a trouvé les lettres d'amour passionnées de Lady Londonderry à Cust dans sa chambre. Dans un acte de jalousie et de vengeance, elle a demandé à un serviteur de remettre ces lettres à Lord Londonderry. Ainsi, il a découvert la liaison et aurait peut-être d'abord voulu divorcer de sa femme. Cependant, les dames de la bonne société sont intervenues et l'ont convaincu d'abandonner ses projets de divorce.
Il est mort d'une pneumonie à Wynyard Park, dans le comté de Durham , en février 1915, à l'âge de 62 ans, avec sa femme à son chevet. Le 6e marquis de Londonderry est remplacé par son aîné et seul fils survivant, Charles Vane-Tempest-Stewart (7e marquis de Londonderry). La marquise de Londonderry meurt en mars 1919.